# Herberge zur Heimat (Detmold)
Die Herberge zur Heimat Detmold ist eine Einrichtung für Menschen in sozialen Notlagen. Drei der von der „Stiftung Herberge zur Heimat“ bewirtschafteten Gebäude sind zudem in der Denkmalliste der Stadt Detmold eingetragen.

## Geschichte
Mitte des 19. Jahrhunderts erkannten Vertreter der christlichen Kirchen das zunehmende Problem der arbeits- und heimatlosen Menschen in Deutschland. Zu jener Zeit waren soziale Einrichtungen für solche Mitbürger noch nicht vorhanden, so dass diese in die Bettelei ausweichen mussten. Am 21. Mai 1854 erfolgte auf Initiative von Clemens Theodor Perthes in Bonn die Gründung der ersten Herberge zur Heimat für Wandergesellen.
Die erste Arbeiterkolonie wurde schließlich 1882 durch Friedrich von Bodelschwingh in Wilhelmsdorf (heute Bielefeld-Sennestadt) gegründet. Ab 1883 gab es davon auch eine Zweigstelle in Detmold, den „Zweigverein für die Arbeiter-Colonie Wilhelmsdorf“. Zielsetzung von Herberge und Arbeiterkolonie war die Bekämpfung der Wanderbettelei und der Tatsache, dass erbetteltes Geld häufig direkt in Alkohol umgesetzt wurde. Die Unterkünfte boten daher eine günstige Bleibe auf kurze Zeit, im Gegenzug mussten sich die Bewohner zu Arbeitsleistungen verpflichten und strenge Tagespläne einhalten. Der Konsum von Alkohol in den Herbergen war und ist verboten.
Aus der Zweigstelle in Detmold wurde schließlich eine selbstständige Arbeiterkolonie: Im November 1884 begann der Bau der Herberge zur Heimat in der Mühlenstraße 9, zum 1. Oktober des Folgejahres war sie bezugsfertig. Der Bau, dessen Kosten auf 30000 Mark taxiert werden, wurde finanziert von Prinzessin Elisabeth zur Lippe (1833–1896), der Gemahlin des früheren Fürsten Leopold III. Als Bedingung für ihre Unterstützung verlangte sie jedoch, dass ihr Name nicht mit der Herberge in Verbindung gebracht würde.
Die Einrichtung war offenbar erfolgreich, denn schon bald darauf erfolgten erste Erweiterungen: 1891 erwarb die Stiftung das Nachbargrundstück Mühlenstraße 7 und errichtete hier nach Abbruch des Klockeschen Hauses ein zweites Gebäude mit Mietwohnungen und einem Obdachlosenasyl. 1893 ging auch das Haus Mühlenstraße 5 (Bergersches Haus) in den Besitz der Stiftung über.
Im Zweiten Weltkrieg wurden die Herbergsgebäude durch Granaten teilweise zerstört und fielen später Plünderungen anheim. Daher kamen Überlegungen auf, die noch erhaltenen Bauten an das Diakonissenhaus Detmold zur anderweitigen Nutzung zu übergeben. Aber aufgrund der nach dem Ersten Weltkrieg gewonnenen Erfahrung entschied man sich dagegen und baute die Herberge wieder auf. In den ersten Nachkriegsjahren diente die Herberge daher zusätzlich auch als Unterkunft für Flüchtlinge und Vertriebene. In den 1950er Jahren nahm die Aufnahme von Nichtsesshaften und Obdachlosen weiter zu.
1976 erwarb die Stiftung das Gebäude Mühlenstraße 3 samt Nebengebäuden von der Erbengemeinschaft Grotegut und baute diese zu einer Werkstatt und Lagerräumen um, 1982 schließlich konnte auch noch das Gebäude Grabbestraße 3 nach dem Ableben der letzten Besitzerin erworben werden. Hier wurden Werkstätten, Büro- und Freizeiträume sowie weitere Heimplätze eingerichtet. Der Besitz der Stiftung erstreckte sich nun vom Haus Mühlenstraße 9 bis zur Grabbestraße, lediglich unterbrochen durch die Stadtküche, die seit 1891 ein Gebäude angemietet hatte.
Von finanziellen Problemen in jüngerer Zeit blieb auch die Herbergsstiftung nicht verschont. Von den ehemals acht Gebäuden auf dem Grundstück Mühlenstraße/Grabbestraße sind mittlerweile nur noch vier vorhanden: Die denkmalgeschützten Bauten Mühlenstraße 7, 9 und Grabbestraße 3 sowie das Sterbehaus Ludwig Altenbernds an der Grabbestraße, das als Werkstatt dient. Die 2002 abgebrochene Stadtküche wurde in die Herbergsgebäude integriert.

## Aufgaben
Die Herberge sieht sich heute als Einrichtung für „Menschen in besonderen sozialen Schwierigkeiten“. Sie bietet ambulant betreutes Wohnen, Trainingsapartments (zur Wiedereingliederung von Haftentlassenen), Hilfe für alleinerziehende Mütter, betreibt ein Flohmarktprojekt, die Kinderküche sowie die Stadtküche und die Detmolder Tafel, unterstützt Abhängige bei der Suchtbekämpfung und leistet Straßensozialarbeit.
Die Herberge zur Heimat finanziert ihre Arbeit aus Geldern des Landschaftsverbandes Westfalen-Lippe sowie Mitteln des Kreises Lippe und der Stadt Detmold. Teilprojekte wie die Kinderküche werden aus Spenden finanziert.

## Architektur

### Mühlenstraße 7
1884 bis 1885 durch den Hofmaurermeister Niere errichteter, zweigeschossiger und unterkellerter Massivbau mit Satteldach. Zur Straße fünf Fensterachsen mit dem Eingang in der Mittelachse. Die Fassadengliederung erfolgt durch ein Geschoss- und ein Sohlbankgesims. Die zweiflügelige Eingangstür mit Oberlicht an der Nordseite stammt aus der Bauzeit. Fenstereinfassungen sind teilweise profiliert. Auf der Gebäuderückseite befindet sich ein risalitartiger Vorsprung.
Im Gebäudeinneren eine preußische Kappendecke über dem Kellergeschoss, ansonsten Holzdecken. Geländer der Kellertreppe sowie die Holztüren im Obergeschoss sind bauzeitlich erhalten.

### Mühlenstraße 9
Hinter Hausnummer 7 parallel dazu errichteter Massivbau nach Plänen des Zimmermeisters Wilhelm Schmidt. Oberhalb des Kellersockels zwei Vollgeschosse, darüber ein Mezzaningeschoss mit Satteldach. Die Traufenseiten werden durch Gesims zwischen den Geschossen und acht Fensterachsen gegliedert, an der Ostseite befindet sich auf der sechsten Fensterachse ein Risalit mit Eingangstür zum südlichen Querflur. Beim nördlichen Querflur ist die Eingangstür mit Sprossen und Oberlicht noch im Originalzustand erhalten.
Ebenfalls erhalten sind Teile der Innenausstattung wie Fußleisten, Türen und Treppen sowie Treppengeländer.
Die Geschossdecke über dem Keller ist als preußische Kappendecke, die übrigen Decken sind als Holzbalkendecken ausgeführt.

### Grabbestraße 3
Zweigeschossiges Eckhaus, errichtet im Jahr 1899 als Geschäfts- und Miethaus. Die aufwendige Fassadengliederung erfolgt durch roten Klinker und Werkstein, während Rück- und Giebelseiten schlicht verputzt sind. Die Fenster im Obergeschoss sind vergiebelt. Der Eckturm mit Zwiebeldach, zur Grabbestraße ein dekorativ gestaltetes Zwerchhaus.
Ein Innenumbau erfolgte nach dem Erwerb durch die Herbergsstiftung im Jahr 1982. 1984 wurde das Gebäude unter Denkmalschutz gestellt, anschließend fand mit Fördermitteln die Sanierung der Außenfassade statt.